# Escher Heide
Escher Heide ist ein Stadtteil von Bad Münstereifel im Kreis Euskirchen, Nordrhein-Westfalen und gehört zur Dörfergemeinschaft und ehemals eigenständigen Gemeinde Mutscheid.

## Lage
Der Ort liegt südöstlich der Altstadt von Bad Münstereifel. Am östlichen Ortsrand verläuft die Landesstraße 165. Sie trennt die Siedlung vom eigentlichen Dorf Esch. Zum Ortsteil Escher Heide gehört auch die etwas oberhalb gelegene Sasserather Heide, die erst während des Zweiten Weltkriegs urbar gemacht wurde. Nordwestlich der Escher und Sasserather Heide verläuft eine alte Römerstraße, die heute als Römerweg einen beliebten Wanderweg bildet.

## Geschichte
Escher Heide gehörte zur eigenständigen Gemeinde Mutscheid, bis diese am 1. Juli 1969 nach Bad Münstereifel eingemeindet wurde.

## Sonstiges
Die nächste Bushaltestelle ist in Esch, wo die Buslinie 822 der RVK hält. Der TaxiBusPlus ist verfügbar.
Die Grundschulkinder werden zur katholischen Grundschule St. Helena nach Mutscheid gebracht.